# 水师营满族镇
水师营满族镇是中国黑龙江省齐齐哈尔市昂昂溪区下辖的一个民族镇。水师营所指即齐齐哈尔水师营。